# قانون کشتار
قانون کشتار (به انگلیسی: The Slaughter Rule) فیلمی محصول سال ۲۰۰۲ و به کارگردانی الکس اسمیت و اندرو جی اسمیت است. در این فیلم بازیگرانی همچون رایان گاسلینگ، دیوید مورس، ایمی آدامز، کلیا دووال، کلی لینچ، ادی اسپیرز ایفای نقش کرده‌اند.